# Giovanna di Navarra (regina d'Inghilterra)
Giovanna di Navarra (Joana in basco, in galiziano, in catalano e in portoghese, Jeanne in francese, Juana in spagnolo e asturiano, Chuana in aragonese, Joan in inglese e Johanna in tedesco e in fiammingo; Pamplona, 1370 – Havering Bower, 10 giugno 1437) principessa di Navarra che fu, duchessa consorte di Bretagna, dal 1386 al 1399 e poi duchessa reggente di Bretagna, dal 1399 al 1403, e infine regina consorte d'Inghilterra, dal 1403 al 1413.

## Origine
Secondo il Chronicum Britanicum Giovanna era la sesta (quarta femmina) figlia del re di Navarra, Carlo II il Malvagio e della moglie, principessa della casa reale francese Giovanna di Francia, sorella del re di Francia Carlo V, la settima figlia del re di Francia Giovanni II il Buono e di Bona di Lussemburgo.
Carlo II il Malvagio era il figlio secondogenito (maschio primogenito) della regina di Navarra Giovanna II e del conte d'Évreux Filippo III

## Biografia

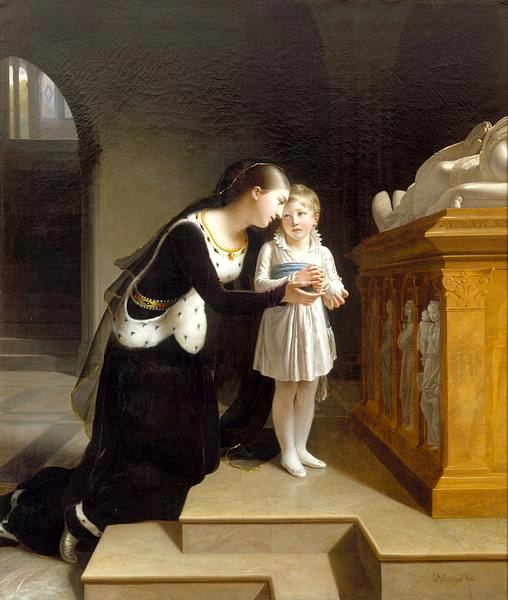
Giovanna di Navarra mentre conduce il figlio Arturo alla tomba del padre, Giovanni V di Bretagna - Henriette Lorimier (1775-1854)

Secondo il Chronicum Britanicum, Giovanna (Johannam filiam regis Navarræ), l'11 settembre 1386, a Saillé-près-Guérande (in villa de Saille in parrocchia Guerrandiæ) venne data in moglie al duca di Bretagna, Conte di Montfort e Conte di Richmond Giovanni V (Johannes dux Britanniæ comes Montisfortis et Richemundiæ), detto il Conquistatore oppure il Valoroso (Jean le Conquéreur o Jean le Vaillant) (1339-1399), che, secondo le Mémoires pour servir de preuves à l'Histoire ecclésiastique et civile de Bretagne, Tome I, era l'unico figlio maschio del Conte di Richmond, duca pretendente di Bretagna e conte di Penthièvre, Giovanni IV e della moglie Giovanna, figlia del Conte di Nevers Luigi I, e della moglie, la Contessa di Rethel, Giovanna.
Giovanni era al suo terzo matrimonio, avendo sposato il 3 luglio 1361 Maria Plantageneto (10 ottobre 1344-dicembre 1362), figlia di Edoardo III d'Inghilterra (Mariam filiam regis Angliæ), e a maggio del 1366 Giovanna di Kent (1350-1384), figlia di Thomas Holland, I conte di Kent e della principessa del Galles e quarta contessa di Kent Giovanna di Kent (Johannam filiam principisse Galliæ et Aquitaniæ) (Giovanna di Kent, dopo essere rimasta vedova del marito Thomas Holland, si era risposata con il principe di Galles Edoardo (Edwardus princeps Walliæ)).
Giovanni dalle prime due mogli non aveva avuto figli.
Secondo le Mémoires pour servir de preuves à l'Histoire ecclésiastique et civile de Bretagne, Tome II il marito Giovanni V nel 1395 le assegnò una dote consistente in terreni e rendite.
Nel 1396 ci fu la rappacificazione tra suo marito Giovanni V e il re di Francia Carlo VI, con la stipulazione di un contratto di matrimonio tra il maschio primogenito di Giovanni, Pietro (che il padre volle ribattezzare con il nome di Giovanni), e Giovanna, una delle figlie di Carlo VI.
Suo marito Giovanni V morì nel 1399; il Chronicon Britanicum riporta la morte di Giovanni (Johannes Britanniæ dux) il 2 novembre (II mensis novembris) 1399 (MCCCXCIX), a Nantes (in castro de turre nova Nannetensi) e fu sepolto nella chiesa di San Pietro a Nantes (in choro ecclesiæ B. Petri Nannetensis).
Dopo la morte di Giovanni V, il re di Francia Carlo VI, ottenne la tutela di tutti i figli di Giovanni, i quali erano tutti ancora minorenni, incluso il nuovo duca Giovanni.
I titoli di duca di Bretagna e Conte di Montfort erano passati al figlio maschio primogenito, Pietro, che nel 1396, per desiderio del padre, era stato ribattezzato Giovanni che, quindi, all'età di circa dieci anni, fu incoronato duca di Bretagna con il nome di Giovanni VI, sotto la tutela del duca di Borgogna, Filippo II l'Ardito e Giovanna divenne reggente del ducato.

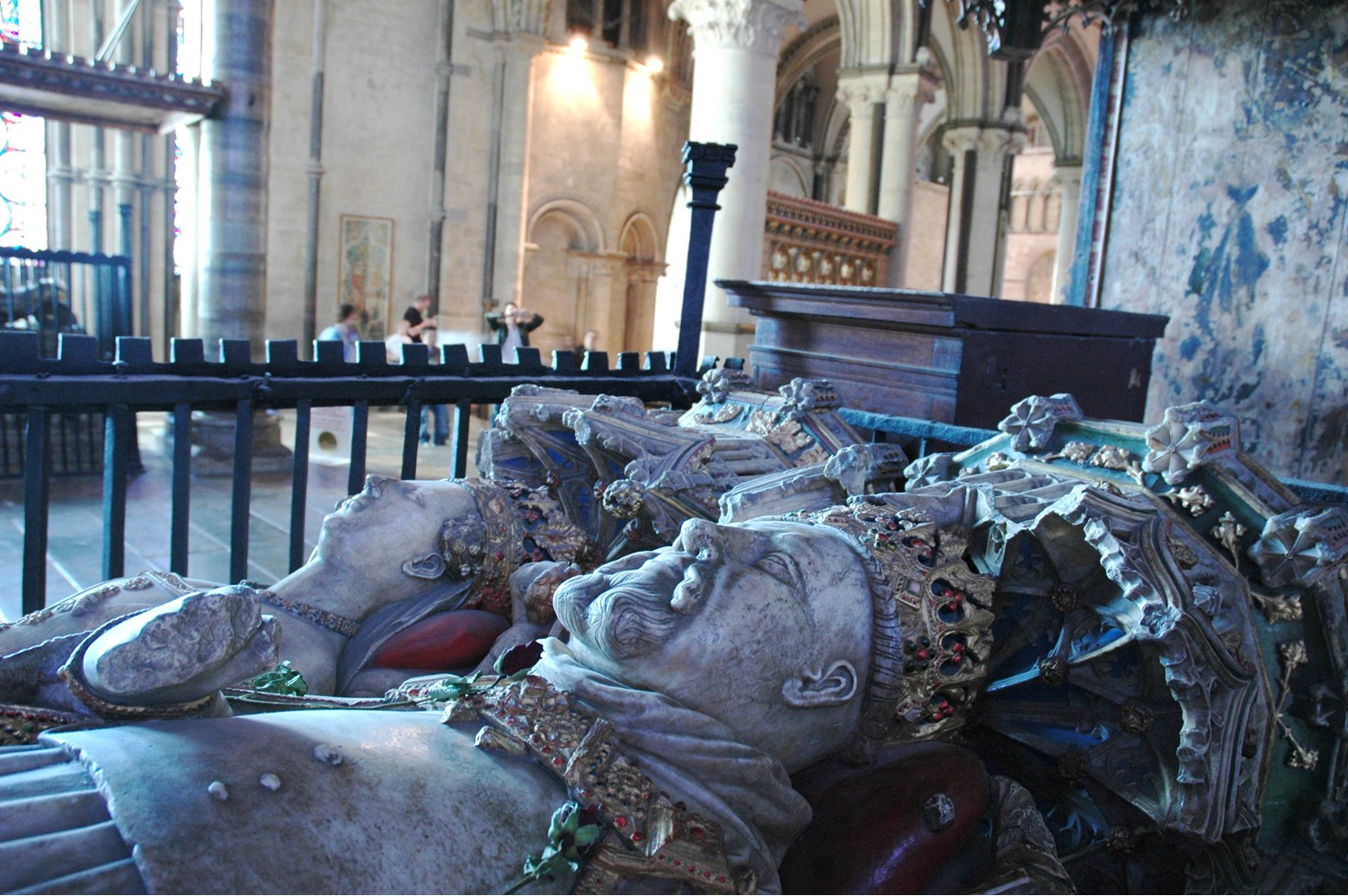
La tomba di Giovanna di Navarra accanto a quella del secondo marito, Enrico IV di Bolingbroke, nella cattedrale di Canterbury, opera dello scultore Robert Broun.

Nel 1402 Giovanna venne chiesta in moglie dal re d'Inghilterra Enrico IV di Bolingbroke, il figlio quartogenito del duca di Lancaster e futuro duca d'Aquitania Giovanni, e di Bianca di Lancaster, figlia di Enrico Plantageneto, I duca di Lancaster, e di Isabella di Beaumont, che da alcuni anni era vedovo della prima moglie, Maria di Bohun (circa 1368 – 4 giugno 1394).
Il matrimonio venne celebrato per procura il 3 aprile 1402, in una località vicino a Canterbury; Giovanna lasciò la Bretagna solo l'anno dopo, quando ormai il figlio stava per diventare maggiorenne, e il matrimonio fu celebrato a Londra, nell'abbazia di Westminster il 7 febbraio oppure il 25 febbraio 1403; secondo altri il matrimonio venne celebrato a Winchester il 7 febbraio 1403); comunque il matrimonio viene riportato dal Chronicon Adae de Usk, A.D. 1377-1421.
Nel 1413 Giovanna rimase vedova per la seconda volta. Nonostante i buoni rapporti che aveva avuto con i figliastri, durante il regno di Enrico V di Monmouth fu accusata di cospirazione contro il re e, nel 1419, condannata per avere tentato di avvelenarlo mediante opere di stregoneria. Giovanna fu imprigionata nel castello di Pevensey, Sussex, Inghilterra, da dove fu rilasciata nel 1425 dal successore di Enrico V, Enrico VI di Windsor.

Giovanna passò poi il resto della vita nel castello di Nottingham.
Giovanna morì a Havering Bower, nell'Essex.
Fu inumata nella cattedrale di Canterbury, vicino al secondo marito Enrico IV.

## Figli
Giovanna a Giovanni V di Bretagna diede nove figli:
- Giovanna (12 agosto 1387-7 dicembre 1388); la nascita[18] e la morte[19] sono riportati dal Chronicon Britanicum
- Isabella (nata 1388)
- Pietro (24 dicembre 1389-29 agosto 1442), Duca di Bretagna, conte di Montfort e titolare del Contado di Richmond[20]
- Maria (18 febbraio 1391-18 dicembre 1446 che sposò Giovanni I d'Alençon[21]
- Margherita (1392-13 aprile 1428), che sposò Alano IX di Rohan[22]
- Arturo (24 agosto 1393-26 dicembre 1458), signore di Parthenay, conte di Richmond in Inghilterra, duca di Bretagna e conte di Montfort[23]
- Egidio (24 agosto 1393-19 luglio 1412)[24]
- Riccardo (1395-2 giugno 1438)[25], che sposò Margherita di Valois-Orléans
- Bianca (1397-dopo il 1419) che sposò il Conte di Rodez, conte d'Armagnac e di Fezensac, Giovanni IV[22].

Giovanna ed Enrico IV non ebbero figli.

## Ascendenza
|                        |                       |                                        | Genitori                  |  |  | Nonni |  |  | Bisnonni       |  |  | Trisnonni              |  |
|                        |                       |                                        |                           |  |  |       |  |  | Luigi d'Évreux |  |  | Filippo III di Francia |  |
|                        |                       |                                        |                           |  |  |       |  |  | Luigi d'Évreux |  |  | Filippo III di Francia |  |
|                        |                       | Maria di Brabante                      |                           |  |  |       |  |  | Luigi d'Évreux |  |  |                        |  |
| Filippo III di Navarra |                       |                                        |                           |  |  |       |  |  | Luigi d'Évreux |  |  |                        |  |
|                        |                       | Marguerite d'Artois                    | Filippo d'Artois          |  |  |       |  |  |                |  |  |                        |  |
|                        |                       | Marguerite d'Artois                    | Filippo d'Artois          |  |  |       |  |  |                |  |  |                        |  |
|                        |                       | Marguerite d'Artois                    | Bianca di Bretagna        |  |  |       |  |  |                |  |  |                        |  |
| Carlo II di Navarra    |                       | Marguerite d'Artois                    |                           |  |  |       |  |  |                |  |  |                        |  |
|                        |                       | Luigi X di Francia                     | Filippo IV di Francia     |  |  |       |  |  |                |  |  |                        |  |
|                        |                       | Luigi X di Francia                     | Filippo IV di Francia     |  |  |       |  |  |                |  |  |                        |  |
|                        |                       | Luigi X di Francia                     | Giovanna I di Navarra     |  |  |       |  |  |                |  |  |                        |  |
| Giovanna II di Navarra |                       | Luigi X di Francia                     |                           |  |  |       |  |  |                |  |  |                        |  |
|                        |                       | Margherita di Borgogna                 | Roberto II di Borgogna    |  |  |       |  |  |                |  |  |                        |  |
|                        |                       | Margherita di Borgogna                 | Roberto II di Borgogna    |  |  |       |  |  |                |  |  |                        |  |
|                        |                       | Margherita di Borgogna                 | Agnese di Francia         |  |  |       |  |  |                |  |  |                        |  |
| Giovanna di Navarra    |                       | Margherita di Borgogna                 |                           |  |  |       |  |  |                |  |  |                        |  |
|                        | Filippo IV di Francia | Carlo di Valois                        |                           |  |  |       |  |  |                |  |  |                        |  |
|                        | Filippo IV di Francia | Carlo di Valois                        |                           |  |  |       |  |  |                |  |  |                        |  |
|                        | Filippo IV di Francia | Margherita d'Angiò, contessa di Valois |                           |  |  |       |  |  |                |  |  |                        |  |
| Giovanni II di Francia | Filippo IV di Francia |                                        |                           |  |  |       |  |  |                |  |  |                        |  |
|                        |                       | Giovanna di Borgogna                   | Roberto II di Borgogna    |  |  |       |  |  |                |  |  |                        |  |
|                        |                       | Giovanna di Borgogna                   | Roberto II di Borgogna    |  |  |       |  |  |                |  |  |                        |  |
|                        |                       | Giovanna di Borgogna                   | Agnese di Francia         |  |  |       |  |  |                |  |  |                        |  |
| Giovanna di Valois     |                       | Giovanna di Borgogna                   |                           |  |  |       |  |  |                |  |  |                        |  |
|                        |                       | Giovanni I di Boemia                   | Enrico VII di Lussemburgo |  |  |       |  |  |                |  |  |                        |  |
|                        |                       | Giovanni I di Boemia                   | Enrico VII di Lussemburgo |  |  |       |  |  |                |  |  |                        |  |
|                        |                       | Giovanni I di Boemia                   | Margherita di Lussemburgo |  |  |       |  |  |                |  |  |                        |  |
| Bona di Lussemburgo    |                       | Giovanni I di Boemia                   |                           |  |  |       |  |  |                |  |  |                        |  |
|                        |                       | Elisabetta di Boemia                   | Venceslao II di Boemia    |  |  |       |  |  |                |  |  |                        |  |
|                        |                       | Elisabetta di Boemia                   | Venceslao II di Boemia    |  |  |       |  |  |                |  |  |                        |  |
|                        |                       | Elisabetta di Boemia                   | Guta d'Asburgo            |  |  |       |  |  |                |  |  |                        |  |
|                        |                       | Elisabetta di Boemia                   |                           |  |  |       |  |  |                |  |  |                        |  |

### Fonti primarie
- (LA)  Chronicon Adae de Usk, A.D. 1377-1421.
- (LA, FR)  Mémoires pour servir de preuves à l´histoire ecclésiastique et civile de Bretagne, Tome I.
- (LA, FR)  Mémoires pour servir de preuves à l´histoire ecclésiastique et civile de Bretagne, Tome II.

### Letteratura storiografica
- A. Coville, "Francia: armagnacchi e borgognoni (1380-1422)", cap. XVII, vol. VI (Declino dell'impero e del papato e sviluppo degli stati nazionali) della Storia del Mondo Medievale, 1999, pp. 642–672.
- (FR)  Chronique des règnes de Jean II et de Charles V. Tome 2.